# Kuc Sorraia

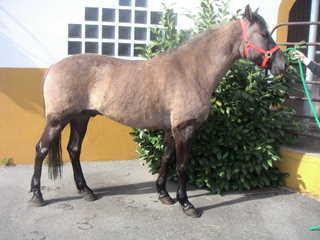
Ogier Sorraia maści myszatej

## Pochodzenie
Rasa ta ma cechy prehistorycznego konia typu 1, a także przypomina
wywodzące się od niego iberyjskie konie szlachetne (dzianety, konie
andaluzyjskie). 

## Budowa, pokrój, eksterier
Szlachetna głowa o garbonosym profilu wspiera się na wysoko osadzonej szyi. Kłąb jest wyraźnie zaznaczony. Długie łopatki. Kłoda krótka, wąska i głęboka. Zad lekko ścięty. Kończyny długie, suche i delikatnej budowy, lecz bardzo mocne. 
Chody o wysokiej, efektywnej akcji. 
Najczęściej występujące typy umaszczenia to bułane i myszate z pręgą grzbietową i pręgowaniem na kończynach. 
Wysokość w kłębie: 140-150 cm. 

## Historia, pochodzenie, hodowla
Rasę te można traktować jako przodka wszystkich szlachetnych koni iberyjskich. Jak wskazują rysunki w jaskiniach, konie te żyły już we wczesnych czasach historycznych i mają ścisłe związki z końmi berberyjskimi. 
O rasie tej jednak zapomniano, choć portugalscy pasterze bydła używali ich od dawna przy wypasie stad. Dr Ruy d‘Andrade odkrył w 1920 roku w niedostępnym rejonie bagiennym między rzekami Sor i Raia dziko żyjącą populację, z której utworzył następnie stado hodowlane. Po jego śmierci utrzymanie stada przejął syn. 
Państwo również utrzymuje małą populację tych kuców po niemal całkowitym wyniszczeniu rasy w czasie tzw. rewolucji goździków. Pod Monachium jest prowadzone stado hodowlane liczące ok. 40 zwierząt, podczas gdy cała populacja rasy Sorraia nie przekracza liczby 120 osobników.
Pozostałości populacji znajdują się w Portugalii w stadninie d‘Andrade.